# Броненосці берегової оборони типу «Свеа»
Броненосці берегової оборони типу «Свеа» — перший тип броненосців берегової оборони (офіційно класифікувалися як Pansarskepp («броньований корабель») у складі військово-морських сил Швеції. До цього функцію основних кораблів виконували монітори.
Було пообудовано три кораблі цього типу: «Свеа», «Гота» та «Туле».

## Конструкція

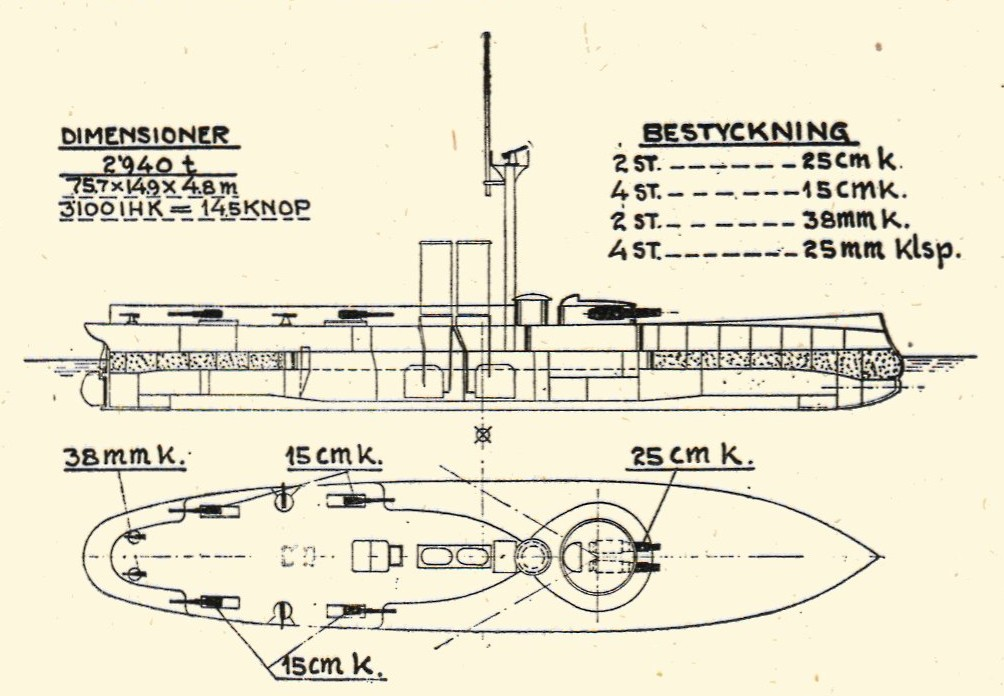
Схема броненосця «Свеа»

Ці броненосці берегової оборони несли башту головного калібру у носовій частині, а допоміжну артилерію у кормовій. Кораблі також оснащувалися тараном.
Кораблі дещо відрізнялися розмірами, які у кожного нового корабля проєкту дещо зростали. Також головний корабель був трохи повільніший (максимальна швидкість 14,7 вузлів, а його броня була типу компаунд, а не Крезо, як у подальших кораблів у проєкті.

## Служба
З огляду на нейтралітет Швеції кораблі не брали участі у бойових діях.
У 1901—1904 роках кораблі пройшли капітальну модернізацію у ході якої було повністю змінене їх озбороєння, яке було уніфіковано з побудованими пізніше типами шведських броненосців берегової оборони. Замість двох 254 мм гармат було встановлено одну 210 мм. Замінили новою моделлю і 152 мм гармати, їх загальна кількість збільшилась на дві одиниці.
У 1920 «Свеа» був перетворений на плавучу базу підводних човнів, у цій якості служив до 1941. Решта кораблів 1926 була перероблена на плавучі казарми, втім «Туле» з 1928 використовувався як мішень, проданий у 1930-х.